# Oslica
Oslica este o localitate din comuna Ivančna Gorica, Slovenia, cu o populație de 49 de locuitori.